# Avgust Ivanovich Kork
Avgust Ivanovich Kork (tiếng Nga: Август Иванович Корк, hay còn gọi là Аугуст Яанович Корк; 2 tháng 8 [lịch cũ 22 tháng 7] năm 1887 – 11 tháng 6 năm 1937) là một người Estonia, chỉ huy cấp tập đoàn quân của Hồng quân Liên Xô, người đã bị xét xử và hành quyết trong cuộc Đại thanh trừng năm 1937.
Kork trở thành một sĩ quan của Quân đội Đế quốc Nga và tốt nghiệp Học viện Tổng Tham mưu. Ông từng là sĩ quan tham mưu trong Chiến tranh thế giới thứ nhất và từ tháng 2 năm 1917 ông làm việc tại trụ sở Mặt trận phía Tây. Kork trở thành một người Bolshevik và gia nhập Hồng quân. Ông đã chiến đấu trong Nội chiến Nga, ban đầu là tham mưu trưởng của Hồng quân Estonia do Bolshevik hậu thuẫn và sau đó là trợ lý tư lệnh của Tập đoàn quân số 7. Vào tháng 7 năm 1919, Kork trở thành chỉ huy của Tập đoàn quân 15, đánh bại Tập đoàn quân Tây Bắc của Nikolai Yudenich và bảo vệ Petrograd. Ông chỉ huy quân đội trong Chiến tranh Ba Lan - Liên Xô và vào tháng 10 năm 1920 trở thành chỉ huy của Tập đoàn quân số 6, đơn vị đã đánh bại quân Bạch Vệ cuối cùng ở Crimea do Pyotr Nikolayevich Wrangel chỉ huy.
Sau khi kết thúc chiến dịch, Kork làm tư lệnh Quân khu Kharkov và sau đó trở thành trợ lý Tư lệnh Lực lượng vũ trang Ukraine và Crimea. Vào tháng 10 năm 1922, ông làm tư lệnh Mặt trận Turkestan, chiến đấu chống lại quân nổi dậy Basmachi. Vào cuối những năm 1920, Kork là tư lệnh Quân đội Kavkaz, một số quân khu, và là tùy viên quân sự của Liên Xô tại Đức từ năm 1928 đến năm 1929. Từ Đức về, Kork trở thành Tư lệnh Quân khu Moskva. Năm 1935, ông trở thành người đứng đầu Học viện Quân sự Frunze với quân hàm tư lệnh tập đoàn quân. Lúc này ông là sĩ quan cấp cao nhất người Estonia của Hồng quân. Trong cuộc Đại thanh trừng, Kork bị bắt và bị xử bắn vì bị coi là thành phần của Vụ án Tổ chức quân sự chống Liên Xô theo chủ nghĩa Trotsky. Ông được phục hồi danh dự hai mươi năm sau đó.